# جورج ووكر (لاعب كرة قدم بريطاني)
جورج ووكر (بالإنجليزية: George Walker)‏ (24 مايو 1909 في المملكة المتحدة - ) هو مدرب كرة قدم ولاعب كرة قدم بريطاني في مركز قلب الدفاع. شارك مع منتخب اسكتلندا لكرة القدم. أما مع النوادي، فقد لعب مع كريستال بالاس ونادي سانت ميرين ونادي واتفورد ونوتس كاونتي ورابطة كرة القدم الاسكتلندية الحادية عشر ‏.

## وصلات خارجية
- جورج ووكر على موقع الاتحاد الإسكتلندي (الإنجليزية)
- جورج ووكر على موقع قاعدة بيانات كرة القدم.إي يو (الإنجليزية)